# 몸무게
몸무게 또는 체중(體重)은 몸의 무게 또는 질량을 뜻한다. 신체검사에서 키, 앉은키와 함께 재어, 발육 상태 및 건강 상태를 조사하는 목적이 있다.
체중계를 사용하여 측정하는 것이 일반적이다.
SI 단위계로 주로 kg(킬로그램)으로 표현한다.

## 전 세계 평균 체중
| 나라/지역     | 평균 남성 체중 | 평균 여성 체중 | 표본 인구 연령대 | 분류 방식 | 연도      | 출처  |
| ------------- | -------------- | -------------- | ---------------- | --------- | --------- | ----- |
| 브라질        | 72.7kg         | 62.5kg         | 20–74            | 직접 측정 | 2008–2009 | [ 1 ] |
| 칠레          | 77.3kg         | 67.5kg         | 15+              | 직접 측정 | 2009–2010 | [ 2 ] |
| 독일          | 82.4kg         | 67.5kg         | 18+              | 직접 측정 | 2005      | [ 3 ] |
| 대한민국      | 68.6kg         | 56.5kg         | 18+              | 직접 측정 | 2007      | [ 4 ] |
| 영국 – 웨일스 | 84.0kg         | 69.0kg         | 16+              | 직접 측정 | 2009      | [ 5 ] |
| 미국          | 86.6kg         | 74.4kg         | 20–74            | 직접 측정 | 1999–2002 | [ 6 ] |

## 적정 하중
적정 체중(適正 體重, Proper Weight), 표준 체중(標準 體重, Standard Weight), 정상 체중(正常 體重)은 키에 비한 몸무게의 정도를 말한다. 적정 체중이란 이름 때문에 이름 그대로 적절한 몸무게라고 인식되는 경우가 있는데, 이는 잘못된 것이다.

## 적정 체중 구하기
자신의 몸무게가 키에 비해 무거운지 가벼운지 가려내는 계산법은 2가지가 있다. 체질량 지수와 브로카 변법이다.

### 체질량 지수
대한비만학회에서는 체질량 지수가 18.5∼22.9 일 경우에 적정하다고 본다.

### 브로카 변법
브로카 변법은 다음과 같이 계산한다.
- 적정 몸무게 = (신장 - 100) × 0.9
- 비만도 = { (자기 몸무게 - 적정 몸무게) / 적정 몸무게 } × 100

#### 범례
- 30% 이상 → 병적 비만
- 20% 이상 → 비만
- 10% 이상 → 과체중
- -10% ~ 10% → 적정 체중
- -10% 이하 → 저체중
- -20% 이하 → 영양 부족
- -30% 이하 → 영양 실조 및 병적 저체중

## 대한민국

### 미용 몸무게
한국인들 사이에서는 현재, 미용 몸무게라는 것이 있는데, 이는 옷을 입었을 때, 예쁘게 보이는 몸무게를 말한다. 표준 몸무게의 경우, 옷을 입었을 때, 예뻐 보이지 않기에, 예뻐 보이려면, 이보다 몸무게가 덜 나가야 한다는 것이다. 그러나, 이는 과학적인 근거가 없다. 그리고 미용 체중은 대부분 체질량 지수로 18.5에 거의 근접한 체중이다. 즉, 정상에 거의 근접한 것이다. 또한, 표준 몸무게, 혹은 체질량 지수보다는 체지방률과 허리 둘레가 더 중요하다.

## 같이 보기
- 키
- 칼로리
- 다이어트
- 체지방률
- 체질량 지수
- 외모지상주의